# 熱列夫齊
51°9′27″N 28°6′55″E / 51.15750°N 28.11528°E
熱列夫齊（烏克蘭語：Жеревці），是烏克蘭北部的村莊，隸屬日托米爾州的科羅斯滕區。該村處於維特卡河畔，始建於1692年，面積1.31平方公里，海拔高度185米，2001年人口403。